# Georg von Schlieben (Amtmann)
Georg von Schlieben († 1521) war Amtmann in mehreren Städten der Niederlausitz und Begründer der sächsischen Linie der Familie von Schlieben (Vetschau).

## Leben
Er war ein Sohn von Georg von Schlieben, Herr von Nordenburg und Gerdauen in Preußen und Heerführer im Deutschen Orden und von Katharina von Kremitten. Brüder waren Hans, Dietrich und Eustachius.
Georg von Schlieben war Herr von Hohndorf und Radeburg in Sachsen. 1496 wurde er Amtmann von Beeskow, 1502 von Senftenberg, 1508 Verweser von Sagan und 1516 Hauptmann von Cottbus und Peitz.

## Ehe und Nachkommen
Georg von Schlieben war mit Katharina von Schleinitz verheiratet.
Kinder waren
- Eustachius von Schlieben (gest. 1568), kurfürstlicher Rat in Brandenburg
- Balthasar von Schlieben
- Hans von Schlieben, kurfürstlicher Rat in Brandenburg
- Caspar von Schlieben